# Hawkesbury
Hawkesbury es un pueblo canadiense situado en la provincia de Ontario.

## Superficie
Hawkesbury tiene una superficie de 10,1 km².

## Demografía
En 2021, tenía 10 194 habitantes, una densidad poblacional de 1009,7 hab./km², y 5308 viviendas.